# Doug Smith
Douglas "Doug" Smith (Detroit, Míchigan; 17 de septiembre de 1969) es un exjugador de baloncesto estadounidense que disputó 5 temporadas en la NBA, cuatro en Dallas Mavericks y una en Boston Celtics. Con 2,08 metros de estatura, jugaba en la posición de ala-pívot.

## Trayectoria deportiva

### Universidad
Smith se matriculó en la Universidad de Misuri, donde pasó cuatro temporadas. En sus dos últimos años en los Tigers, Smith fue nombrado All-American en el segundo y tercer equipo respectivamente. En su campaña júnior promedió 19,8 puntos y 9,2 rebotes, mientras que a la temporada siguiente ascendió hasta los 23,6 puntos y 10,4 rebotes por encuentro. Su dorsal 34 posteriormente fue retirado por Missouri.
En 1990, antes de comenzar su año sénior, ganó la medalla de bronce con la selección estadounidense en el Mundial de 1990 en Argentina.

### Profesional
Fue seleccionado en la 6.ª posición por Dallas Mavericks en el Draft de la NBA de 1991, donde militó cuatro campañas. En su primer año en la liga sus promedios fueron de 8,8 puntos y 5,1 rebotes en 76 partidos, 32 de ellos como titular. 
Su temporada sophomore fue la mejor de su carrera, firmando 10,4 puntos y 5,4 rebotes en 25 minutos de juego. 
Tras dos campañas más en las que sus prestaciones y tiempo de juego comenzaron a descender, Smith fue elegido en el draft de expansión por Toronto Raptors, nueva franquicia de la NBA, pero más tarde fichó como agente libre por Boston Celtics. 
En la temporada 1996-97 con los Celtics, Smith solo disputó 17 partidos con 1,9 puntos por noche.
A partir de 1996, Smith dejó la NBA y se marchó a jugar a ligas menores de Estados Unidos. Militó en Oklahoma City Cavalry, Quad City Thunder y Great Lakes Storm de la CBA, en St. Louis Swarm de la IBL, y en Kansas City Knights de la ABA 2000. 
En 1999, consiguió la medalla de plata con la selección de Estados Unidos en los Juegos Panamericanos de 1999.

## Estadísticas de su carrera en la NBA

### Temporada regular
| Temporada | Edad | Equipo           | Liga | P   | TIT | MIN  | TC  | TCA  | %TC  | 3P  | 3PA | %3P  | TL  | TLA | %TL  | R.OF. | R.DEF. | REB | ASIS | ROB | TAP | PER | FP  | PTS  |
| 1991-92   | 22   | Dallas Mavericks | NBA  | 76  | 32  | 22.5 | 3.8 | 9.2  | .415 | 0.0 | 0.1 | .000 | 1.2 | 1.6 | .736 | 1.7   | 3.4    | 5.1 | 1.7  | 0.8 | 0.4 | 1.3 | 3.4 | 8.8  |
| 1992-93   | 23   | Dallas Mavericks | NBA  | 61  | 42  | 25.0 | 4.7 | 10.9 | .434 | 0.0 | 0.1 | .000 | 0.9 | 1.2 | .757 | 1.6   | 3.8    | 5.4 | 1.7  | 0.8 | 0.9 | 1.9 | 4.6 | 10.4 |
| 1993-94   | 24   | Dallas Mavericks | NBA  | 79  | 42  | 21.3 | 3.7 | 8.6  | .435 | 0.0 | 0.1 | .222 | 1.3 | 1.6 | .835 | 1.4   | 3.0    | 4.4 | 1.5  | 1.0 | 0.5 | 1.2 | 3.6 | 8.8  |
| 1994-95   | 25   | Dallas Mavericks | NBA  | 63  | 0   | 13.1 | 2.1 | 5.0  | .417 | 0.0 | 0.2 | .083 | 0.9 | 1.2 | .760 | 0.7   | 1.6    | 2.3 | 0.7  | 0.5 | 0.4 | 0.6 | 2.1 | 5.1  |
| 1995-96   | 26   | Boston Celtics   | NBA  | 17  | 2   | 5.4  | 0.8 | 2.3  | .359 | 0.0 | 0.0 |      | 0.3 | 0.5 | .625 | 0.7   | 0.6    | 1.3 | 0.2  | 0.2 | 0.0 | 0.6 | 1.2 | 1.9  |
| Total     |      |                  | NBA  | 296 | 118 | 19.7 | 3.4 | 8.1  | .425 | 0.0 | 0.1 | .083 | 1.1 | 1.4 | .773 | 1.3   | 2.8    | 4.2 | 1.4  | 0.8 | 0.5 | 1.2 | 3.3 | 8.0  |